# Leon Hüttl
Leon Hüttl (* 21. September 2000 in Bad Tölz) ist ein deutscher Eishockeyspieler, der seit Mai 2021 beim ERC Ingolstadt aus der Deutschen Eishockey Liga (DEL) unter Vertrag steht und dort auf der Position des Verteidigers spielt. Mit der deutschen Nationalmannschaft gewann Hüttl bei der Weltmeisterschaft 2023 die Silbermedaille.

## Karriere

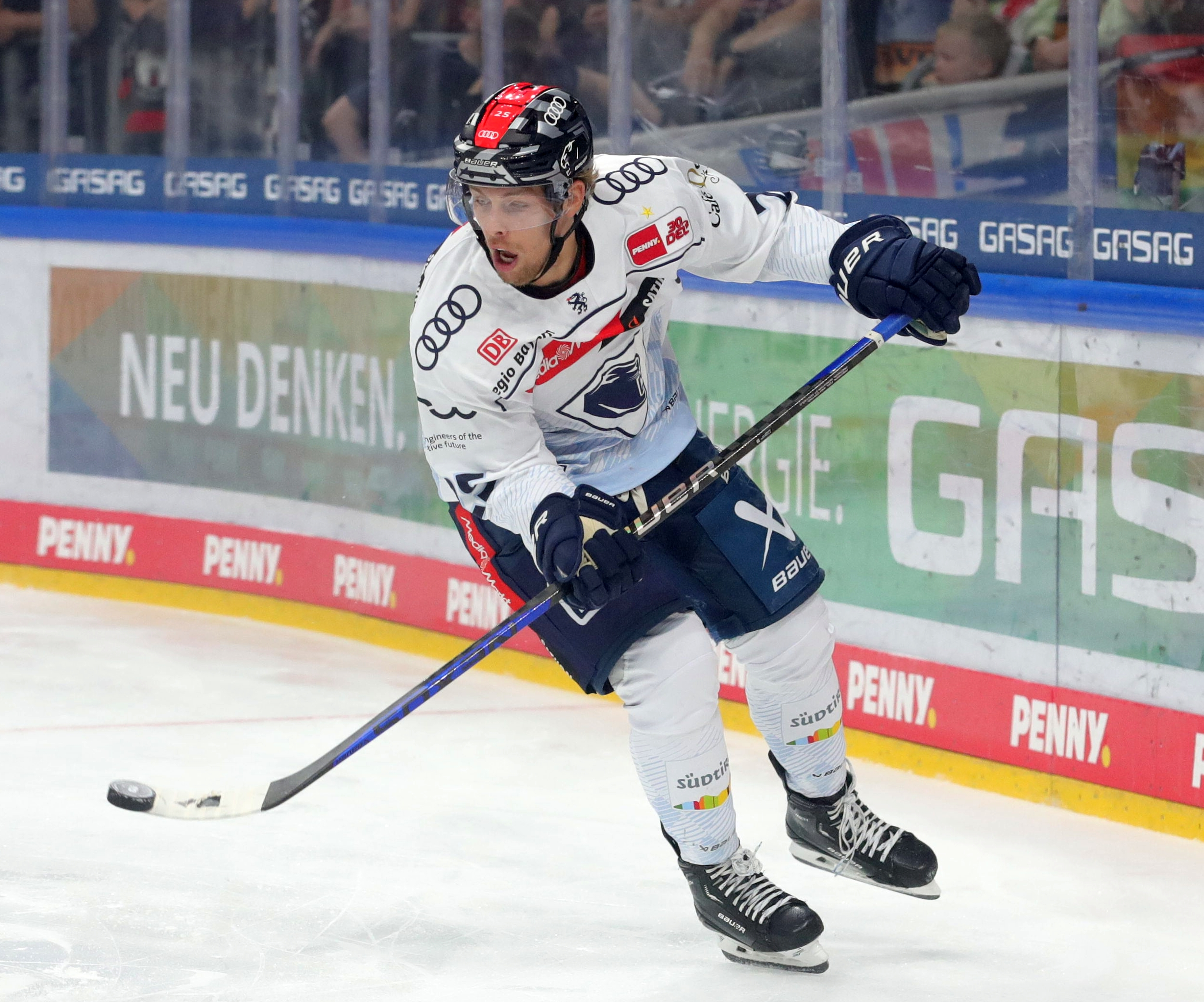
Hüttl im Trikot des ERC Ingolstadt (2023)

Hüttl spielte bis zum Sommer 2014 im Nachwuchs des SC Reichersbeuern, ehe der talentierte Verteidiger zu den Junioren des EC Bad Tölz wechselte. Bei den Tölzer war er in den folgenden zwei Jahren zunächst in der in der Schüler-Bundesliga beheimateten U16-Mannschaft aktiv, bevor er im Frühjahr 2016 in die U19-Mannschaft integriert wurde, die in der Deutschen Nachwuchsliga spielte. In der DNL-Mannschaft verbrachte Hüttl ebenso zwei Spielzeiten. Im Verlauf der Saison 2017/18 debütierte der 17-Jährige schließlich in der Profimannschaft des Klubs, mit dem er den Abstieg aus der DEL2 in der Relegation verhindern konnte.
Das Talent des Defensivspielers war dem Ligakonkurrenten Löwen Frankfurt jedoch nicht verborgen geblieben, und so sicherten sie sich die Dienste Hüttls im Mai 2018. Gleich in seiner ersten Saison mit den Löwen avancierte der gebürtige Bayer zum Stammspieler und wurde mit der Mannschaft Vizemeister. Es folgten zwei weitere Spielzeiten in der Mainmetropole, die aber auch nicht den erhofften Aufstieg in die Deutsche Eishockey Liga (DEL) brachten. Der Abwehrspieler wechselte daher im Mai 2021 zum Erstligisten ERC Ingolstadt, wo er sich ebenfalls schnell eingewöhnte und in der Saison 2021/22 ausgestattet mit einer Förderlizenz auch bei den Ravensburg Towerstars in der DEL2 eingesetzt wurde. Im Frühjahr 2023 wurde Hüttl mit dem ERCI Vizemeister.

### International

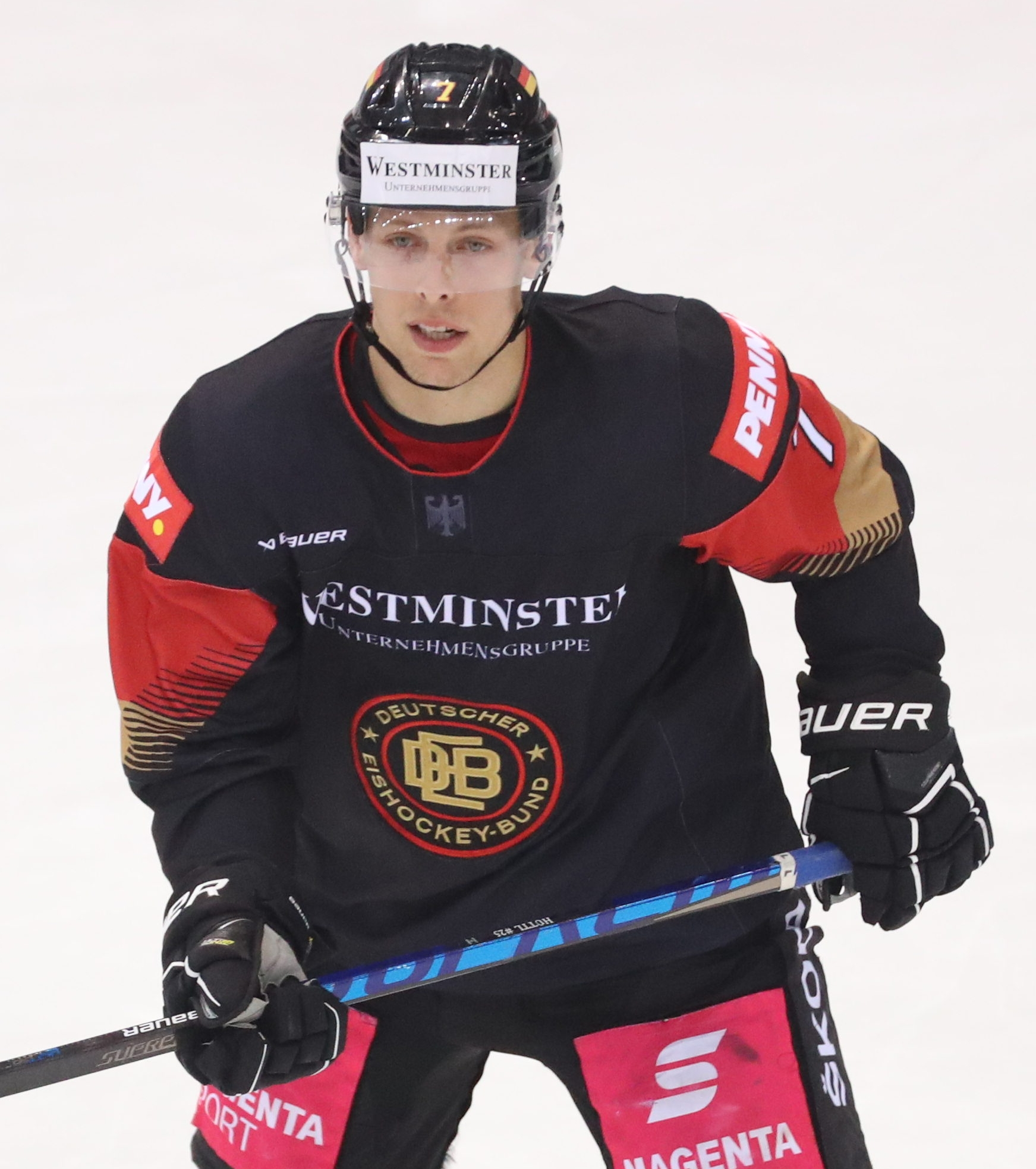
Hüttl als Spieler der deutschen Nationalmannschaft (2022)

Auf internationaler Ebene kam Hüttl bereits ab der Spielzeit 2016/17 für die Juniorennationalmannschaften des Deutschen Eishockey-Bundes zu Einsätzen. So bestritt er zunächst die U18-Junioren-Weltmeisterschaft der Division IA 2018, bei der die deutsche U18-Nationalmannschaft den zweiten Platz belegte und den Wiederaufstieg verpasste. In der Folge absolvierte der Verteidiger die U20-Junioren-Weltmeisterschaft der Division IA 2019, die die deutsche U20-Auswahl als Sieger abschloss und damit die Rückkehr in die Top-Division schaffte. Ebenso nahm er ein Jahr später an der U20-Junioren-Weltmeisterschaft 2020 teil, die die Deutschen als Neunter beendeten und damit in der Elitegruppe verblieben.
Sein Debüt in der A-Nationalmannschaft gab Hüttl in der Saison 2019/20. Es dauerte allerdings bis zum Deutschland Cup 2022, ehe er für einen Turnierkader nominiert wurde. In der Folge nahm der Abwehrspieler an der Vorbereitung auf die Weltmeisterschaft 2023 teil, an der er schließlich auch teilnahm. Im Rahmen der Welttitelkämpfe errangen die Deutschen die Silbermedaille. Dabei kam Hüttl zu drei Turniereinsätzen. Eine weitere Teilnahme erfolgte bei der Weltmeisterschaft 2025.

## Erfolge und Auszeichnungen
- 2019 Aufstieg in die Top-Division bei der U20-Junioren-Weltmeisterschaft der Division IA
- 2023 Deutscher Vizemeister mit dem ERC Ingolstadt
- 2023 Silbermedaille bei der Weltmeisterschaft

## Karrierestatistik
Stand: Ende der Saison 2024/25

### International
Vertrat Deutschland bei:
| - U18-Junioren-Weltmeisterschaft der Division IA 2018 - U20-Junioren-Weltmeisterschaft der Division IA 2019 - U20-Junioren-Weltmeisterschaft 2020 | - Weltmeisterschaft 2023 - Weltmeisterschaft 2025 |

(Legende zur Spielerstatistik: Sp oder GP = absolvierte Spiele; T oder G = erzielte Tore; V oder A = erzielte Assists; Pkt oder Pts = erzielte Scorerpunkte; SM oder PIM = erhaltene Strafminuten; +/− = Plus/Minus-Bilanz; PP = erzielte Überzahltore; SH = erzielte Unterzahltore; GW = erzielte Siegtore; 1 Play-downs/Relegation; Kursiv: Statistik nicht vollständig)